# God TV
God TV (ursprünglich bekannt als Christian Channel Europe) ist ein internationaler christlicher Fernsehsender, der weltweit sechs regionale Programme hauptsächlich über Satellit ausstrahlt. In einigen Ländern ist das Programm auch in örtlichen Kabelnetzen oder über Antenne empfangbar. Das europäische Programm ist als Livestream im Internet verfügbar. In Deutschland gewinnt der Sender unter Christen an Bekanntheit, da er seit 2006 auch über den Satelliten Astra 1h (12,1485 GHz, Transponder 87, vertikal) abgestrahlt wird. Eine deutsche Repräsentanz befindet sich in Hamburg. Auch ist das Programm online über Zattoo zu empfangen.

## Programm und karitatives Engagement
Kennzeichnend für die Programme ist ein charismatischer Anbetungsstil, oft als Aufzeichnungen von freikirchlichen Gottesdiensten, Konferenzen oder Konzerten. Darunter sind Veranstalter wie „The Prayer Room from the International House of Prayer“ mit Mike Bickle (US-amerikanischer Evangelist) oder die Hillsong-Kirche (Australien). Weitere Prediger im Programm sind T.D. Jakes und John Hagee sowie Kim Clement und andere. Weitere Sendungen sind unter anderem „The Rory & Wendy Show“ (Kommentare zu gesellschaftlichen Themen und Ereignissen) und Berichte über die von God TV unterstützten karitativen Projekte in „Behind the Screens“.
Ein Teil der regelmäßigen Spenden geht direkt in die vom Sender unterstützten Hilfsprojekte. Darunter Kinderhilfe in Südafrika, Schulspeisung im Kondanani Children’s Village in Malawi usw. In den letzten Jahren sind Partnerschaften mit weiteren Organisationen entstanden, darunter Brunnenprojekte in Tansania und Kenia.

## Finanzierung
God TV finanziert sich durch Spenden seiner weltweiten Zuschauer. Auf der Website wirbt der Sender mit den Worten „Gemeinsam können wir durch Medieneinsatz eine Milliarde Seelen gewinnen.“ Daneben gibt es Programmunterstützer (Sponsoren) und zu einem kleineren Teil Werbeeinnahmen. Im Daily Telegraph schreibt der Journalist James Hall: „Das starke Wachstum von God TV hat einen großen Einfluss auf den christlichen Einzelhandel. Zum Sortiment gehören die im Fernsehen beworbenen Bücher, darunter auch die der Kogründerin Wendy Alec. Der Online-Shop von God TV, „Godshop“, verkauft Tausende von Büchern und Tonträgern.“ Der Sender veranstaltet jährlich zwei Missionswochen (Missions Weeks), deren Schwerpunkt liegt auf verstärktem Spendensammeln für die Arbeit des Senders, seine Hilfsprojekte und seinen weiteren Ausbau.

## Kritik
Kirchliche und neutrale Beobachter sprechen von Fundamentalismus oder teilweise auch von aggressiver Spendenwerbung. Während der fünf- bis zehntägigen Missionswochen werden Live-Übertragungen von den Hilfsprojekten gesendet, ständig unterbrochen von Appellen, die dort arbeitenden Bibellehrer zu unterstützen.
God TV wird die Förderung von Wohlstandsevangelium vorgeworfen. Die südafrikanische Zeitung Mail & Guardian äußert die Ansicht, „sowohl in God TV als auch in anderen religiösen Kanälen ist kaum zu sehen, dass jemand durch sie den Pfad der Rechtschaffenheit erkennt, weil ihr Kernpublikum nämlich bereits bekehrt ist.“